# Piączyn (gromada)
Piączyn – dawna gromada, czyli najmniejsza jednostka podziału terytorialnego Polskiej Rzeczypospolitej Ludowej w latach 1954–1972.
Gromady, z gromadzkimi radami narodowymi (GRN) jako organami władzy najniższego stopnia na wsi, funkcjonowały od reformy reorganizującej administrację wiejską przeprowadzonej jesienią 1954 do momentu ich zniesienia z dniem 1 stycznia 1973, tym samym wypierając organizację gminną w latach 1954–1972.
Gromadę Piączyn z siedzibą GRN w Piączynie utworzono – jako jedną z 8759 gromad na obszarze Polski – w powiecie płockim w woj. warszawskim, na mocy uchwały nr VI/10/13/54 WRN w Warszawie z dnia 5 października 1954. W skład jednostki weszły obszary dotychczasowych gromad Bylino, Piączyn, Płonna i Rogowo oraz były folwark Żochowo i były folwark Żochówka z dotychczasowej gromady Żochowo ze zniesionej gminy Staroźreby w tymże powiecie. Dla gromady ustalono 14 członków gromadzkiej rady narodowej.
31 grudnia 1961 z gromady Piączyn wyłączono wieś Pomianowo-Dzierki, włączając ją do gromady Dzierzążnia w powiecie płońskim w tymże województwie, po czym gromadę Piączyn zniesiono, włączając jej (pozostały) obszar do gromady Góra w powiecie płockim.